# Yatsushiro (Yamanashi)
Pour les articles homonymes, voir Yatsushiro (homonymie).
Yatsushiro (八代町, Yatsushiro-chō) est un ancien bourg de la préfecture de Yamanashi, ayant existé jusqu'au 12 octobre 2004, date de sa fusion avec les bourgs d'Isawa, Ichinomiya (ja), Misaka (ja) et Kasugai (ja), ainsi que le village de Sakaigawa, pour former la ville de Fuefuki. Il faisait partie du district de Higashiyatsushiro.